# Jazzfestival Viersen

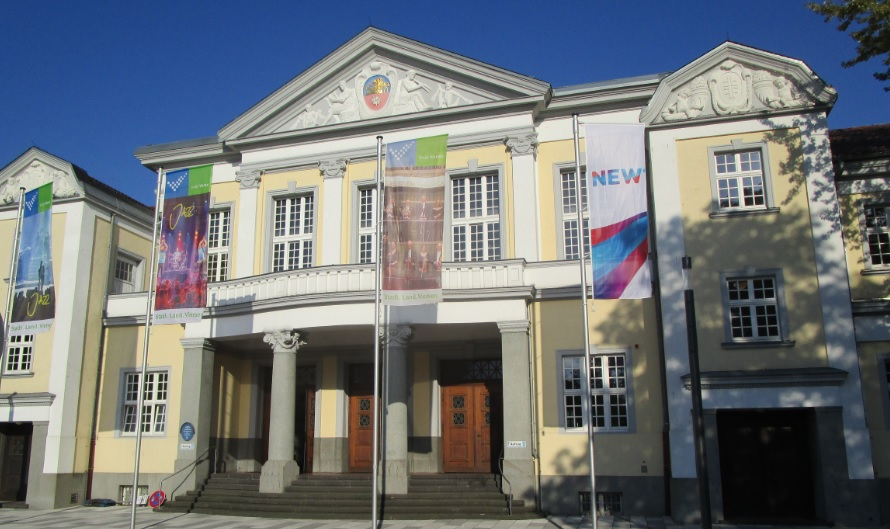
Festhalle Viersen, Veranstaltungsort des Jazzfestival Viersen

Das Jazzfestival Viersen fand erstmals 1969 in Viersen unter der Bezeichnung 1. Internationales Niederrheinisches Jazzfestival statt.
Das zweite Festival fand 1987 statt unter künstlerischer Leitung des Bassisten und Bandleaders Ali Haurand (European Jazz Ensemble). Seitdem findet es jährlich statt, und zwar (jeweils meist am vierten Wochenende im September) in der Viersener Festhalle (nächster Termin: 22.–24. September 2023). Es genießt überregional einen guten Ruf.

## Programm

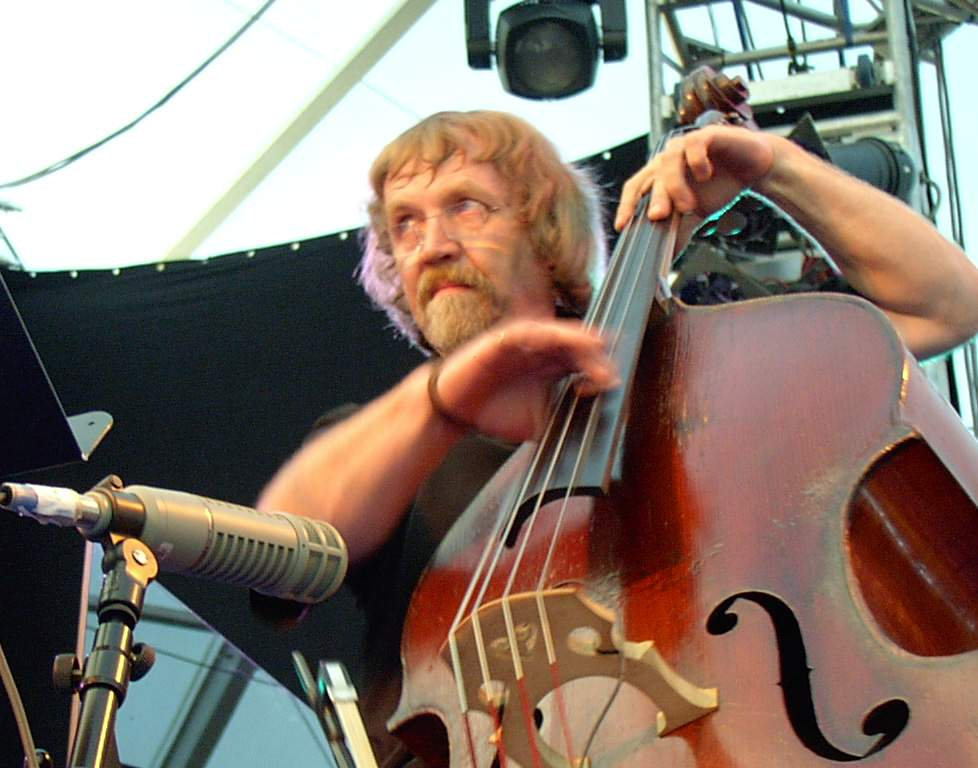
Künstlerischer Leiter des Festivals, Ali Haurand im Juli 2003

Das Festival bietet eine qualitativ hochwertige Auswahl internationaler, europäischer und regionaler Spitzenmusiker aus unterschiedlichsten Bereichen des Jazz (z. B. Chick Corea, Charlie Mariano, Joe Zawinul, Billy Cobham, Stéphane Grappelli, Ron Carter, Chris Potter, Ahmad Jamal, Gonzalo Rubalcaba, Joachim Kühn, Philip Catherine, Maria João, Candy Dulfer, Barbara Dennerlein, Daniel Humair u. v. a. m.).
2006 waren Programmpunkte unter anderem die WDR-Big Band unter Leitung von Maria Schneider, Mike Mainieri & Northern Lights feat. Bugge Wesseltoft, Tom-Harrell-Quintet, Nicolas Simion Transsylvanian Grooves, European Jazz Ensemble Oktett, Peter Herbolzheimer Rhythm Combination & Brass, Benny Golson, Randy Brecker, Al Foster und Manfred Leuchter. Seit 2007 wurde das Jazzfestival um einen weiteren Festivaltag erweitert, der sich speziell an Kinder und Jugendliche richtet, den Junior Jazz Open Day. Im Jahre 2008 traten u. a. Nils Landgren, Eddie Gomez und Jean-Luc Ponty auf.
2011 fand das 25. Jazzfestival statt:
- Trombone Shorty (USA)
- Lutz Häfner Group feat. Adam Rogers
- European Jazz Ensemble[2] & BuJazzOrchester
- WDR Big Band feat. Eddie Daniels
- Nils Landgren Funk Unit
- Curtis Stigers & Band (USA)

Große Teile des Jazzfestivals werden zeitversetzt auch im Fernsehen (WDR, 3sat) und Radio gesendet. Beim 30. Festival 2016 trat Nils Landgren mit dem Bochumer Symphonieorchester auf, Lisa Bassenge mit Band, Ali Haurand mit dem European Jazz Sextet, Three Fall & Melane.